# Saint-Jean-de-Monts (tổng)
Tổng Saint-Jean-de-Monts là một tổng, nằm ở tỉnh Vendée trong vùng Pays de la Loire.

## Các xã
Tổng Saint-Jean-de-Monts bao gồm các xã sau:
- Saint-Jean-de-Monts (thủ phủ): 7 599 người (2005)
- La Barre-de-Monts: 2 055 người (2006)
- Notre-Dame-de-Monts: 1 528 người (1999)
- Le Perrier: 1 797 người (2007)
- Soullans: 3 912 người (2005)